# Stick Fight: The Game
Stick Fight: The Game ist ein Ragdoll-Fighting-Game aus dem Jahr 2017.

## Spielprinzip
In Stick Fight spielt man ein Strichmännchen und kämpft damit gegen bis zu vier weitere Spieler in einer Side-Scroller-Arena, in welcher man ebenfalls Hindernisse durch ein Jump-’n’-Run-Prinzip überwinden muss. Die Grafik orientiert sich dabei an einem Retro Game, wobei die Strichmännchen durch eine Ragdoll-Engine gesteuert und durch eine farbliche Markierung dargestellt werden. Für den Kampf können die Fäuste mit speziellen Kombos oder unterschiedliche Waffen verwendet werden. Gegen andere Spieler kann man über das Internet, über eine LAN-Verbindung oder an einem System durch einen Split-Screen-Modus spielen. Insgesamt gibt es über 80 Level und über 35.000 Karten von Spielern im Steam Workshop, die mit einem Level-Editor realisiert werden können.

## Entwicklung und Veröffentlichung
Das Spiel wird von Landfall Games entwickelt und vermarktet und erschien erstmals am 28. September 2017. Eine Version für Nintendo Switch wurde 2018 angekündigt und war auf der Gamescom anspielbar. Seit Mai 2021 ist diese über den Nintendo eShop verfügbar.

## Rezeption
Kotaku vergleicht das Spiel mit Super Smash Bros. und betont den absurden Humor bei den Kämpfen, der oft durch unvorhersehbare Dinge entsteht und dadurch auch Casual Gamer anspricht. Aufgrund der witzigen Situationen, die im Mehrspielermodus entstehen können, erschienen ebenfalls viele Videos zu dem Spiel auf YouTube.